# سیارک ۲۲۵۰۳
سیارک ۲۲۵۰۳ (به انگلیسی: 22503 Thalpius، نامگذاری:1997TB12) بیست و دو هزار و پانصد و سومین سیارک کشف شده‌است که در ۷ اکتبر ۱۹۹۷ کشف شد.
قدر مطلق سیارک برابر ۱۲٫۲۰ است.